# SIVUS-Methode
Die SIVUS-Methode (schwedische Abkürzung für Social Individ Via Utveckling Samverkan; auf Deutsch sozial-individuelle Entwicklung durch Zusammenarbeit) wurde für Menschen mit einer kognitiven Behinderung erstellt, um ihnen eine Entwicklung durch gemeinschaftliches Handeln zu ermöglichen. Diese Methode kann sowohl in einer Werkstatt für behinderte Menschen (WfbM) als auch in anderen Einrichtungen wie beispielsweise in einem Wohnheim angewendet werden.

## Idee
Wie eingangs schon erwähnt, entwickeln sich Menschen mit einer Behinderung auch durch gemeinschaftliches Handeln. Dabei geschieht die Förderung einer sozialen und individuellen Entwicklung durch die Zusammenarbeit in der Gruppe; das bedeutet für den einzelnen, dass er seine Fähigkeiten einbringen kann, er muss Verantwortung übernehmen und kann auch daran wachsen. Dadurch wird die Motivation und das Interesse für die Entwicklung von Fähigkeiten und der Persönlichkeit geschaffen.

## Menschenbild
Innerhalb der SIVUS-Methode wird das folgende Menschenbild vorausgesetzt:
- Der Mensch (ob mit oder ohne Behinderung) ist ein dialogisches und sozialbedürftiges Wesen, das heißt, er benötigt Erziehung durch Beziehung.
- Der Mensch wird nicht als Mensch im humanen Sinne geboren, sondern wird erst dazu geformt. Er ist von Natur aus nicht auf eine bestimmte Lebensform festgelegt, sondern muss diese erst durch Erziehung erlernen. Zur Erlangung dieser Lebensform benötigt er langjährige Anregung und Lernhilfen. Dies ist möglich, da der Mensch ein Erwerbshirn besitzt.
- Erst im Zusammenleben mit anderen (erwachsenen) Menschen kann der Mensch existieren und sich als Mensch im humanen Sinne entwickeln.
- Pränatale, perinatale und postnatale Ursachen von Behinderungen können eine erhebliche Verzögerung der Entwicklung von kognitiven Fähigkeiten (Denken, Lautsprache, Gedächtnis, Wahrnehmung, Aufmerksamkeit etc.) bewirken.
- Behinderte (vor allem im kognitiven Bereich) werden oft von der Gesellschaft als entwicklungsunfähig eingestuft. Sie sind deshalb oft von der Gesellschaft ausgeschlossen, das heißt, sie bilden eine Randgruppe. Dadurch wird ihre Entwicklung erheblich erschwert.
- Es ist heutzutage noch keine Selbstverständlichkeit, Behinderte in die Gesellschaft zu integrieren; in den letzten Jahrzehnten wurde jedoch viel für die Integration (= Normalisierung in Sinne des Normalisierungsprinzips) dieser Menschen getan.
- Behinderte sind Menschen in Entwicklung. Entwicklung ist ein fortlaufender Prozess; Fähigkeiten, Fertigkeiten und Kenntnisse sind nicht von vornherein auf einen bestimmten Entwicklungsstand festgelegt. Behinderte entwickeln sich, wie alle nichtbehinderten Menschen auch, aus eigener innerer Triebkraft heraus und durch das eigene Handeln.
- eigene Bedürfnisse und Wünsche führen zu eigenen Aktivitäten, die eine persönliche Reifung bewirken.
- Triebkraft und das eigene Handeln kommen in der Persönlichkeitsentwicklung zum Ausdruck.
- Menschen mit einer Behinderung sind Mitmenschen, mit denen man zusammenlebt und -arbeitet. Sie sind keine Objekte, die nur betreut werden.

## Ziel
Der Mensch mit Behinderung wird soweit unterstützt, dass er sowohl individuell als auch mit anderen (evtl. ebenfalls behinderten) Menschen so unbehindert wie möglich als soziales Individuum agieren kann.
Die Entwicklung der folgenden entscheidenden Fähigkeiten werden unterstützt:
- Selbstvertrauen
- Selbständigkeit
- Zusammengehörigkeitsgefühl

(dies sind sogenannte übergeordnete Ziele)
Durch die SIVUS-Methode werden Menschen mit Behinderung auf ihrem Weg zur größtmöglichen Selbständigkeit und Integration begleitet, angeleitet und gefördert. Daraus folgt eine selbständige und eigenverantwortliche Gestaltung ihres Lebens.

## Die Rolle des Begleiters
In der SIVUS-Methode spricht man nicht von einem Betreuer oder einem Gruppenleiter, sondern von einem Begleiter, da seine Aufgabe das Begleiten und Mitwirken ist (im Gegensatz zu pflegen und betreuen). Um Menschen mit Behinderung zu unterstützen und zu begleiten, muss er in der Lage sein, die Bedürfnisse, Interessen und Voraussetzungen der Menschen zu erkennen. Dafür ist selbstverständlicherweise eine objektive Beobachtung notwendig. Es werden keinesfalls gewagte Interpretationen und Spekulationen gewünscht, denn diese sind meist ein Resultat von Vermutungen (und Vermutungen sind sehr leicht Vorurteile).
Der Begleiter arbeitet als aktives Mitglied in der Gruppe, so tut er sich leichter herauszufinden, was die einzelnen Gruppenmitglieder für Fähigkeiten mitbringen. Anschließend baut er darauf auf, anstatt hervorzuheben was einzelne Personen nicht können. Es wird also großer Wert darauf gelegt, die Fähigkeiten und nicht die Schwächen zu betonen. Gleichzeitig gibt der Begleiter Unterstützung, wo es notwendig ist. Er sollte auch jeder Person die Möglichkeit geben, sich „vorwärtszutasten“, um ohne Unterstützung zurechtzukommen.
Er sollte natürlich nicht „abgehoben“ über den zu begleitenden Menschen stehen. Stattdessen muss er sich mit Einfühlungsvermögen mit der aktuellen Situation der Gruppenmitglieder auseinandersetzen.
Der Begleiter soll die Fähigkeit besitzen, Beziehungen aufzubauen, gleichzeitig soll er sich des Stellenwerts von Beziehungen bewusst sein. Dabei soll er Echtheit, Empathie und Wertschätzung in den Gruppengesprächen und im Alltag beweisen. Wichtig ist, dass es der Begleiter jedem einzelnen Gruppenmitglied ermöglicht, sich in seinem eigenen Entwicklungstempo entwickeln zu können.
Außerdem hat er die Aufgabe, den ihm anvertrauten Personen mitzuteilen, was von ihnen erwartet wird. Dabei hat er darauf zu achten, dass die Anforderungen so gering wie möglich gehalten werden; er schafft so den nötigen Schutzrahmen für die Integration, diese vollzieht sich unter Umständen „millimeterweise“. Der Begleiter bietet dem Gruppenmitglied die Sicherheit, um Ängste abbauen zu können.

## Aufbau der SIVUS-Methode
1. Ausgangspunkt:
Die Entwicklung des Einzelnen vollzieht sich im gemeinschaftlichen Handeln mit anderen Menschen.
Der Mensch macht die Erfahrung, wie es ist
- auf eigene Faust
- zu zweit oder mehreren
- in einer Gruppe
- mit anderen Gruppen
- innerhalb wie außerhalb der Institution
- draußen in der Gesellschaft

...zu agieren.
2. Das gemeinschaftliche Handeln, die Gruppenaktivitäten geschehen in kleinen, beständigen Gruppen. Diese sind nach den Bedürfnissen und Interessen der Teilnehmer und nach demokratischen Grundsätzen ausgerichtet.
- die Gruppenmitglieder werden informiert (dies schafft einen Überblick über die Gesamttätigkeit und Ziele der Gruppe)
- alle wichtigen Entscheidungen werden in der Gruppe diskutiert, die Begleiter unterstützen und ermutigen aktiv die Gruppenmitglieder
- jeder kann mit dem zusammenarbeiten, mit dem er möchte; es besteht kein Zwang, mit jemandem zusammenzuarbeiten, zu dem er keine Beziehung aufbauen kann
- die Gruppenarbeit wird nicht durch Befehle oder Kommandos unterbrochen
- die Begleiter gehen auf die Probleme der einzelnen Gruppenmitglieder durch persönliche Gespräche ein
- die Begleiter verstehen sich als Gruppenmitglieder

3. Der Mensch mit Behinderung soll mit der Unterstützung durch den Begleiter sein selbständiges Handeln besser wahrnehmen und beeinflussen. Um dies zu gewährleisten, umfasst jede Gruppenarbeit mindestens vier wichtige Situationen:
- miteinander umgehen
- die Arbeit oder Aktivität vorbereiten, planen
- den Plan durchführen
- das Resultat beurteilen

Diesen Tätigkeiten sind vier Fähigkeiten zugeordnet, die entwickelt werden:
- die soziale Fähigkeit

einander verstehen
miteinander auskommen
zusammenarbeiten
Beziehungsfähigkeit
Kommunikationsfähigkeit
- die Planungsfähigkeit

eine Idee haben
die zukünftige Tätigkeit im Geiste vorwegnehmen
seine Arbeit oder Aktivität planen und vorbereiten
- die Arbeitsfähigkeit

den Plan durchführen
die einzelnen Arbeitsschritte kennen und ausführen können
- die Beurteilungsfähigkeit

nachdenken, was man getan hat
den ganzen Arbeitsprozess beurteilen
das Produkt, die Dienstleistung beurteilen
wissen, welche Qualität verlangt ist
4. flexibles Verhalten
Horizonterweiterung, verschiedene Arbeitsformen erlernen, damit man nicht nur auf einen Arbeitsgang/eine Aktivität festgelegt ist. Horizonterweiterung durch Auseinandersetzung mit den Materialien, Mitmenschen und den Arbeitsabläufen.
Dabei geht man von fünf Entwicklungsstufen auf dem Weg zu einer vielfältigen und beweglichen Selbständigkeit aus (der Übergang von einer Stufe zur nächsten ist fließend).
- die Individualstufe

das Gruppenmitglied beobachtet seine Umgebung
der Gruppenleiter ist seine erste Bezugsperson
das Gruppenmitglied macht versteckt auf seine Bedürfnisse aufmerksam und lernt alleine zu agieren
- die Paarstufe

das Gruppenmitglied nimmt Kontakt zu einem anderen Gruppenmitglied auf
beide agieren zusammen
- die Gruppenstufe

das Gruppenmitglied kann sich in die Gruppe einbringen
es setzt sich mit der Gruppe auseinander
es agiert in der Gruppe
- die Intergruppenstufe

das Gruppenmitglied ist sich seiner Identität und seiner Gruppe bewusst
es kann sich in verschiedenen Gruppen bewegen und agieren, ohne sich zu verlieren
- Gesellschaftsstufe I

das Gruppenmitglied kann alleine einkaufen gehen
es bewegt sich dabei außerhalb der Einrichtung
es kann Kontakte mit anderen Personen aufnehmen [z. B. Verkäufer]
- Gesellschaftsstufe II

das Gruppenmitglied kann in der Gesellschaft auf eigene Faust handeln
es agiert außerhalb der Einrichtung
es vertritt sein Anliegen oder das seiner Gruppe gegenüber der Gesell-schaft
es hat keine Probleme, Kontakt mit seiner Umwelt aufzunehmen
Alltagssituationen werden gemeistert
5. Unterstützung durch den Begleiter nimmt bei zunehmender Selbständigkeit des Teilnehmers ab. Die Entwicklung wird durch sogenannte Teilstufen innerhalb jeder Stufe vollzogen:
- 1. Teilstufe

umfassende Unterstützung durch den Begleiter
- 2. Teilstufe

wenig Unterstützung
- 3. Teilstufe

keine Unterstützung
Die Entwicklung geschieht kontinuierlich und führt, von einer Situation zur anderen, zu einer immer größeren Selbständigkeit.